# 松本昌次
松本 昌次（まつもと まさつぐ、1927年10月9日-2019年1月15日）は、日本の編集者、出版者。

## 略歴
東京都生まれ。東北大学文学部英文科卒。高校教師等を経て1953年から83年まで未來社に勤務。83年、影書房を創業した。
2019年1月15日、腎臓がんのため、埼玉県狭山市の病院で死去。91歳没。

## 朝鮮総連企画「金日成本」出版と経済的依存
未來社で全7巻の『金日成著作集』（同刊行委員会編訳、1970〜1981）を刊行。日本語版の翻訳と編集は、朝鮮総連の刊行委員会によって行われ、未来社側は独自の編集権を放棄し、介入不可能だったという。当時、第1副議長だった金炳植が、日本の出版社から日本語版が出ることの意味を重んじて企画を持ち込んだ。この出版によって、経済的に苦しかった未來社は支えられたという。

## 著書
- 『朝鮮の旅』すずさわ書店 1975
- 『ある編集者の作業日誌』（エディター叢書）日本エディタースクール出版部 1979
- 『戦後文学と編集者』一葉社 1994
- 『戦後出版と編集者』一葉社 2001
- 『戦後編集者雑文抄 追憶の影』一葉社 2016
- 『いま、言わねば 戦後編集者として』一葉社 2019。遺著

### 共著編
- 『わたしの戦後出版史』聞き手 上野明雄と鷲尾賢也 トランスビュー 2008
- 庄幸司郎『たたかう戦後精神 戦争難民から平和運動への道』編 日本経済評論社 2009
- 西谷能雄『本は志にあり 頑迷固陋の全身出版人』編 日本経済評論社 2009

### 解説
- 吉本隆明『芸術的抵抗と挫折』解説 「こぶし文庫 戦後日本思想の原点」こぶし書房 2012 - 初版担当